# بیرمنگام (میشیگان)
بیرمنگام، میشیگان (به انگلیسی: Birmingham, Michigan) یک شهر در ایالات متحده آمریکا با جمعیت ۲۰٬۱۰۳ نفر است که در شهرستان اوکلاند، میشیگان واقع شده‌است.